# Reserva natural del Lago Skurcha
La reserva natural del Lago Skurcha (en georgiano: სკურჩის სახელმწიფო ნაკრძალი) es un área protegida pertenece a la parcialmente reconocida República de Abjasia, de iure en la República Autónoma de Abjasia de Georgia.El sitio fue fundado en 1971.

## Localización y topografía
La reserva está en la llanura costera entre el asentamiento de Skurcha y el pueblo de Tskurguili, municipio de Ochamchire/ distrito de Ochamchira. La superficie total es de 85 ha, 63,5 ha están cubiertas de bosque. El lago tiene una conexión hidrológica con el mar Negro. 

## Fauna y flora
Aquí prosperan plantas relictas como la Buxus colchica, higo de Cólquida, roble de Partvisi, pterocarya, staphylea colchica, rhododendron ponticum, hiedra de Cólquida y otras. En varias hectáreas se plantan bambú y eucaliptos.
Entre los mamíferos se encuentra el conejo, entre las aves, la gaviota, el zorzal negro, el pájaro carpintero y otros.

## Historia
El lago Skurcha es un embalse artificial de agua parcialmente salada que se formó en el lugar de una cantera para la extracción de una mezcla de arena y grava. El estaque estaba abandonado y la vida sólo se desarrollaba entre la superficie y los 2 metros (verano) o 5 metros (invierno) de profundidad, principalmente debido a la presencia de sulfuro de hidrógeno. A finales de 2011, por orden del departamento de medio ambiente, se excavó un canal de 380 metros que une el lago con el antiguo canal oriental del río Kodori, de forma que el agua del lago se ha vuelto más transparente.
En los últimos años, las autoridades abjasias de mano del Instituto hidrofísico de Abjasia y la Universidad Federal de Kazán están haciendo esfuerzos para limpiar el agua allí estancada, iniciando su uso como una piscifactoria de gran tamaño al llevar truchas de río.